# لیکوود (حوزه سرشماری)، نیوجرسی
لیکوود (به انگلیسی: Lakewood) یک منطقهٔ مسکونی در ایالات متحده آمریکا است که در لیکوود، نیوجرسی واقع شده‌است. لیکوود ۱۸٫۹۶۶ کیلومتر مربع مساحت و ۵۳٬۸۰۵ نفر جمعیت دارد و ۲۰ متر بالاتر از سطح دریا واقع شده‌است.